# The Spanish Princess
The Spanish Princess è una miniserie televisiva anglo-statunitense ideata da Emma Frost e Matthew Graham e basata sui romanzi Caterina, la prima moglie e La maledizione del re appartenente alla serie The Plantagenet and Tudor Novels di Philippa Gregory. È stata trasmessa dal 5 maggio 2019 al 29 novembre 2020 sul canale Starz.
La miniserie si focalizza sull'arrivo alla corte d'Inghilterra della principessa Caterina d'Aragona per unirsi in matrimonio all'erede al trono Arturo e le difficoltà di accettazione da parte dei suoi futuri sudditi. Questa miniserie è il sequel di The White Queen e The White Princess.

## Trama
Caterina d'Aragona viene promessa sposa all'erede del trono inglese quando è ancora una bambina. Dopo la morte improvvisa di suo marito, il principe Arturo Tudor, e l'ostracismo da parte della corte nei suoi confronti, la ragazza sembra perdere definitivamente la possibilità di diventare regina fino a quando avrà la possibilità di annullare il precedente matrimonio e congiungersi con il nuovo pretendente, il principe Enrico (futuro Enrico VIII d'Inghilterra).

## Puntate
| nº            | Titolo originale       | Titolo italiano           | Prima TV USA     | Pubblicazione Italia |
| Prima parte   | Prima parte            | Prima parte               | Prima parte      | Prima parte          |
| ------------- | ---------------------- | ------------------------- | ---------------- | -------------------- |
| 1             | The New World          | Figlia di Spagna          | 5 maggio 2019    | 28 giugno 2019       |
| 2             | Fever Dream            | Il morbo                  | 12 maggio 2019   | 28 giugno 2019       |
| 3             | An Audacious Plan      | Harry e Caterina          | 19 maggio 2019   | 28 giugno 2019       |
| 4             | The Battle for Harry   | L'annuncio                | 26 maggio 2019   | 28 giugno 2019       |
| 5             | Heart Versus Duty      | Fra le braccia di Dio     | 2 giugno 2019    | 28 giugno 2019       |
| 6             | A Polite Kidnapping    | Giovanna e Filippo        | 9 giugno 2019    | 28 giugno 2019       |
| 7             | All Is Lost            | Lunga vita al re!         | 16 giugno 2019   | 28 giugno 2019       |
| 8             | Destiny                | Luce                      | 23 giugno 2019   | 28 giugno 2019       |
| Seconda parte |                        |                           |                  |                      |
| 9             | Camelot                | Camelot                   | 11 ottobre 2020  | 11 ottobre 2020      |
| 10            | Flodden                | Flodden                   | 18 ottobre 2020  | 18 ottobre 2020      |
| 11            | Grief                  | Lutto                     | 25 ottobre 2020  | 25 ottobre 2020      |
| 12            | The Other Woman        | L'altra donna             | 1º novembre 2020 | 1º novembre 2020     |
| 13            | Plague                 | Peste                     | 8 novembre 2020  | 8 novembre 2020      |
| 14            | Field of Cloth of Gold | Il Campo del Drappo d'Oro | 15 novembre 2020 | 15 novembre 2020     |
| 15            | Faith                  | Fede                      | 22 novembre 2020 | 22 novembre 2020     |
| 16            | Peace                  | Pace                      | 29 novembre 2020 | 29 novembre 2020     |

## Personaggi e interpreti

### Personaggi principali
- Principessa Maria Tudor, interpretata da Isla Merrick-Lawless (giovane) (ricorrente parte 1) e da Sai Bennett (adulta) (parte 2), doppiata da Federica De Bortoli (adulta).
Figlia di Enrico VII e Elisabetta, promessa sposa di Luigi XII.
- Regina Isabella di Castiglia, interpretata da Alicia Borrachero, doppiata da Cinzia De Carolis.
Regina di Spagna, moglie di Ferdinando e madre di Caterina e Giovanna.
- Thomas More, interpretato da Andrew Buchan, doppiato da Edoardo Stoppacciaro.
Studioso e politico, precettore di Reginald.
- Margaret "Maggie" Pole, interpretata da Laura Carmichael, doppiata da Benedetta Degli Innocenti.
Moglie di Richard, madre di Henry, Ursula e Reginald.
- De Fuensalida, interpretato da Daniel Cerqueira.
Ambasciatore spagnolo in Inghilterra.
- Oviedo, interpretato da Aaron Cobham, doppiato da Guido Di Naccio.
Balestriere spagnolo musulmano della scorta di Caterina e interesse amoroso di Lina.
- Re Enrico VII, interpretato da Elliot Cowan, doppiato da Gianni Giuliano.
Re d'Inghilterra e marito di Elisabetta.
- Thomas Wolsey, interpretato da Philip Cumbus, doppiato da Francesco Monachesi (parte 1) e da Francesco Prando (parte 2).
Figlio di un macellaio, cappellano, arcivescovo di York, cardinale e consigliere di re Enrico VIII.
- Re Ferdinando II d'Aragona, interpretato da Antonio de la Torre, doppiato da Eugenio Marinelli.
Re di Spagna e padre di Caterina e Giovanna.
- Generale Thomas Howard, interpretato da Peter Egan, doppiato da Dario Oppido.
Soldato e statista di re Enrico VIII.
- Regina Giovanna di Castiglia, interpretata da Alba Galocha, doppiata da Chiara Gioncardi.
Sorella maggiore di Caterina.
- Bessie Blount, interpretata da Chloe Harris, doppiata da Antilena Nicolizas.
Nuova dama di compagnia della regina Caterina e amante di Enrico VIII.
- Margaret "Meg" Tudor, interpretata da Georgie Henley, doppiata da Emanuela Ionica.
Sorella di Arturo e Harry, promessa sposa di Giacomo IV.
- Principessa/Regina Caterina d'Aragona, interpretata da Charlotte Hope, doppiata da Letizia Ciampa.
Infanta di Spagna che raggiunge l'Inghilterra  per sposare il giovane principe Arturo.
- Principe Arturo Tudor, interpretato da Angus Imrie.
Primo marito di Caterina.
- Catalina "Lina" de Cardonnes, interpretata da Stephanie Levi-John, doppiata da Rachele Paolelli.
Amica, confidente e dama di compagnia di Caterina.
- John Stewart, duca di Albany, interpretato da Gordon Kennedy, doppiato da Pierluigi Astore.
Reggente del regno di Scozia.
- Sir Richard Pole, interpretato da Alan McKenna.
Marito di Maggie.
- Regina Elisabetta "Lizzie" di York, interpretata da Alexandra Moen, doppiata da Barbara De Bortoli.
Moglie di Enrico VII e madre di Arturo, Harry, Meg e Maria.
- Principe Harry/Re Enrico VIII, interpretato da Ruairi O'Connor, doppiato da Manuel Meli.
Secondo marito di Caterina e padre di della principessa Maria.
- Rosa de Vargas, interpretata da Nadia Parkes, doppiata da Veronica Puccio.
Gitana, dama di compagnia di Caterina che si invaghisce del duca di Buckingham.
- Thomas Boleyn, conte del Wiltshire, interpretato da Richard Pepper, doppiato da Marco Fumarola.
Diplomatico e ambasciatore in Francia e padre di Anna e Maria.
- Charles "Charlie" Brandon, interpretato da Jordan Renzo, doppiato da Simone Veltroni.
Migliore amico di Harry e nuovo marito di Maria Tudor.
- Edward Stafford, duca di Buckingham, interpretato da Olly Rix, doppiato da Davide Capone.
Amico e consigliere di re Enrico VIII.
- Re Giacomo IV, interpretato da Ray Stevenson, doppiato da Simone Mori.
Re di Scozia e marito di Meg.
- Regina madre Margaret Beaufort, interpretata da Harriet Walter, doppiata da Lorenza Biella.
Madre di Enrico VII e nonna di Arturo, Harry e Meg.

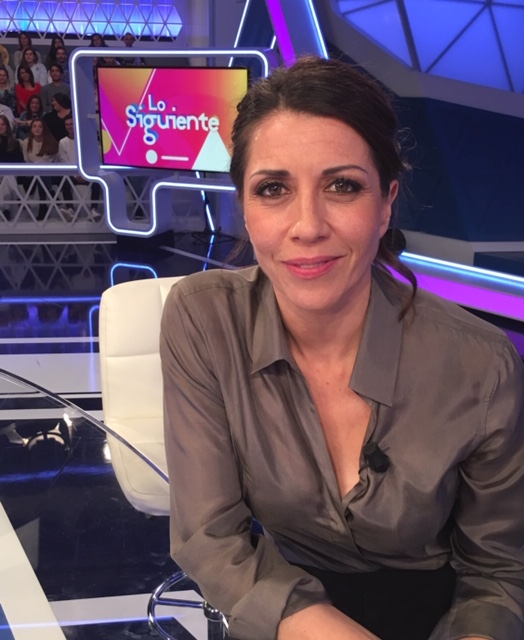
Alicia Borrachero
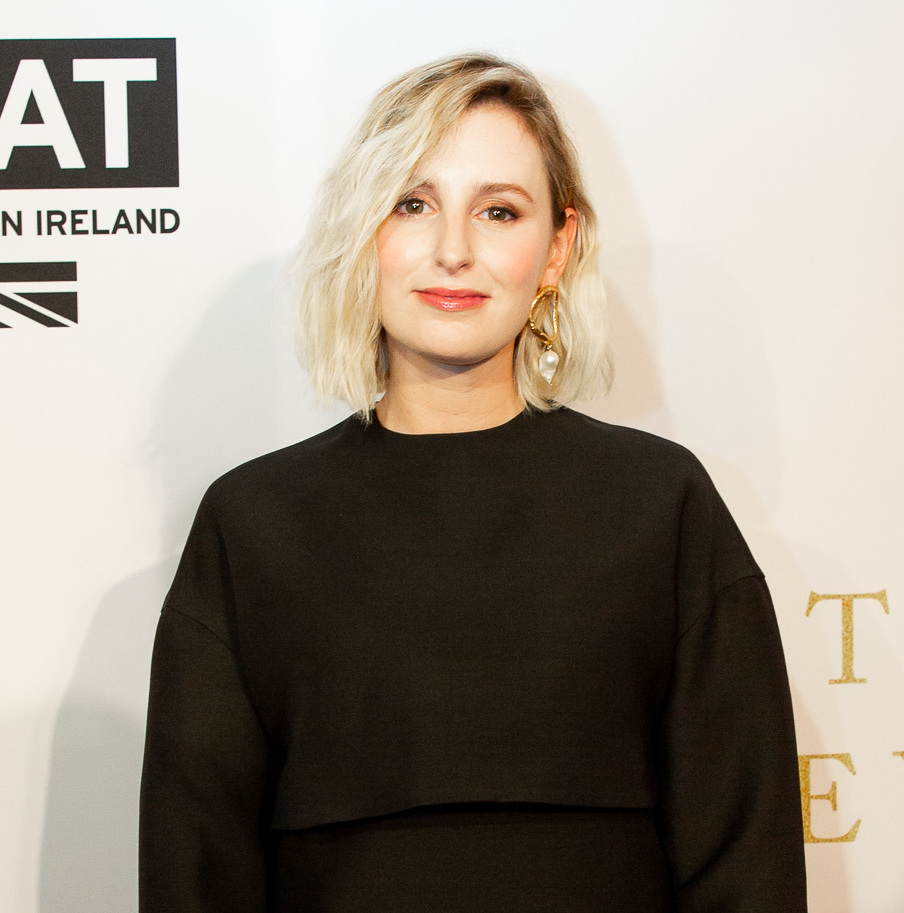
Laura Carmichael
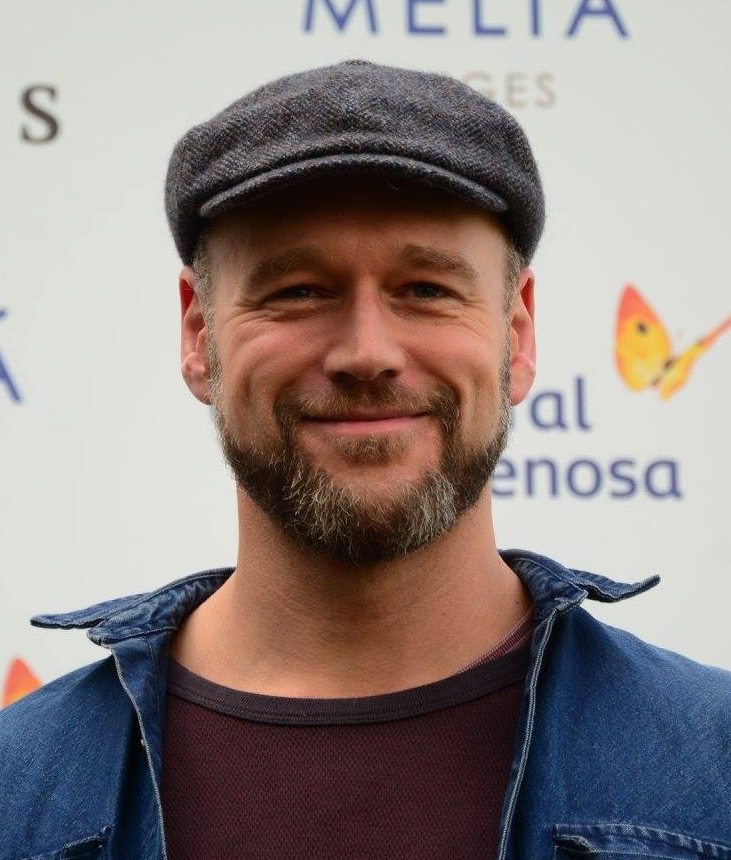
Elliot Cowan
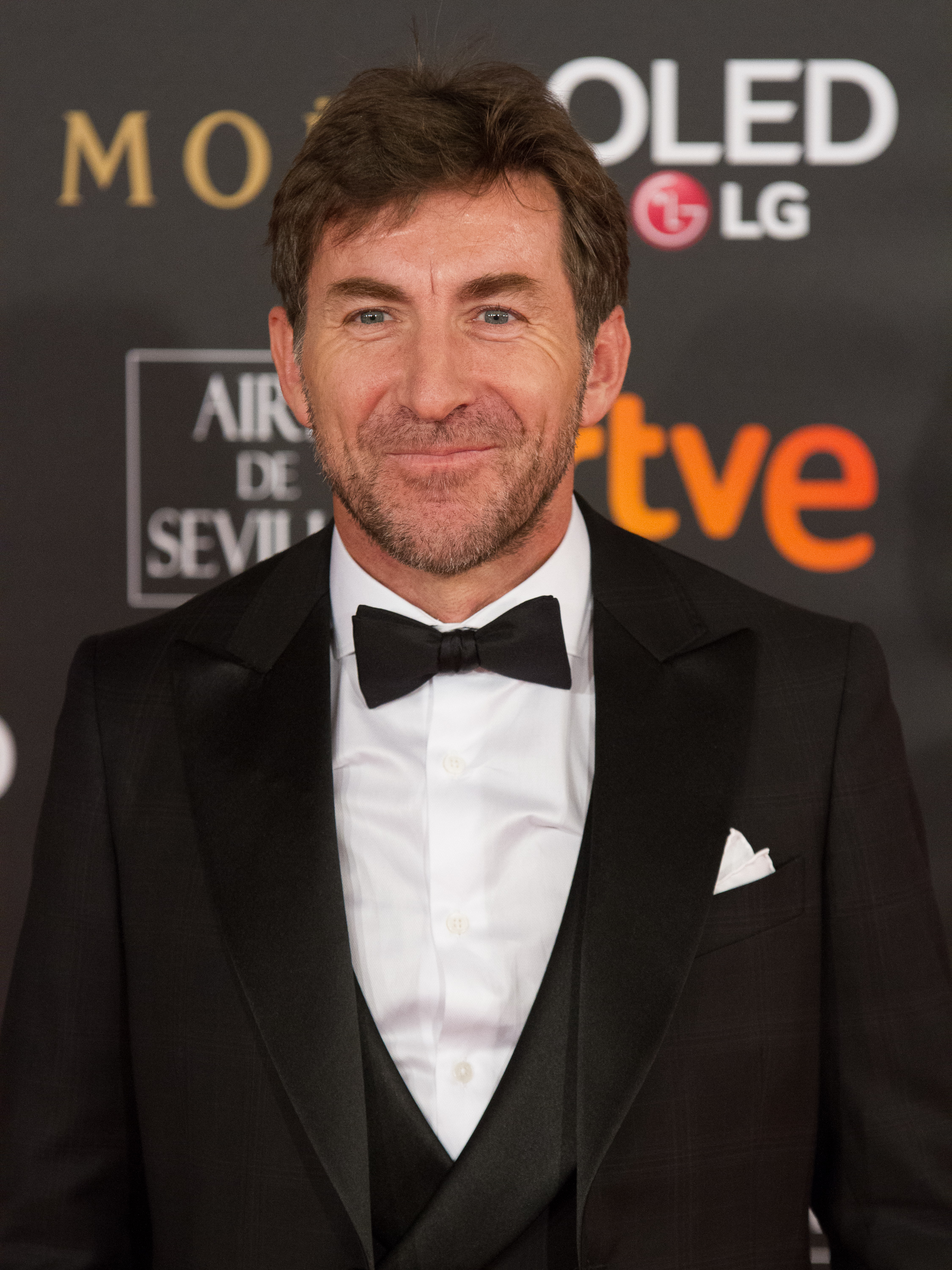
Antonio de la Torre
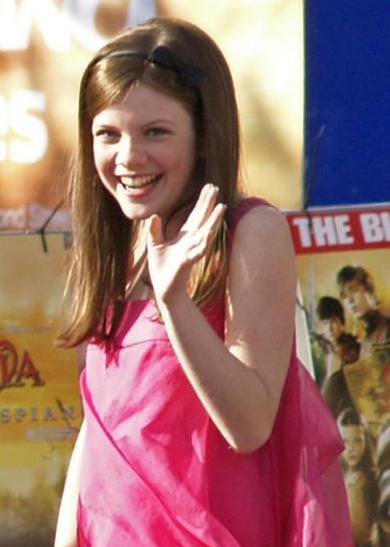
Georgie Henley
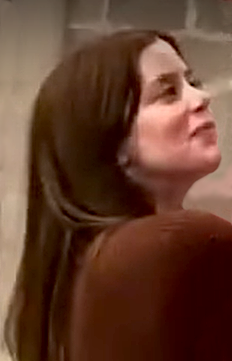
Charlotte Hope
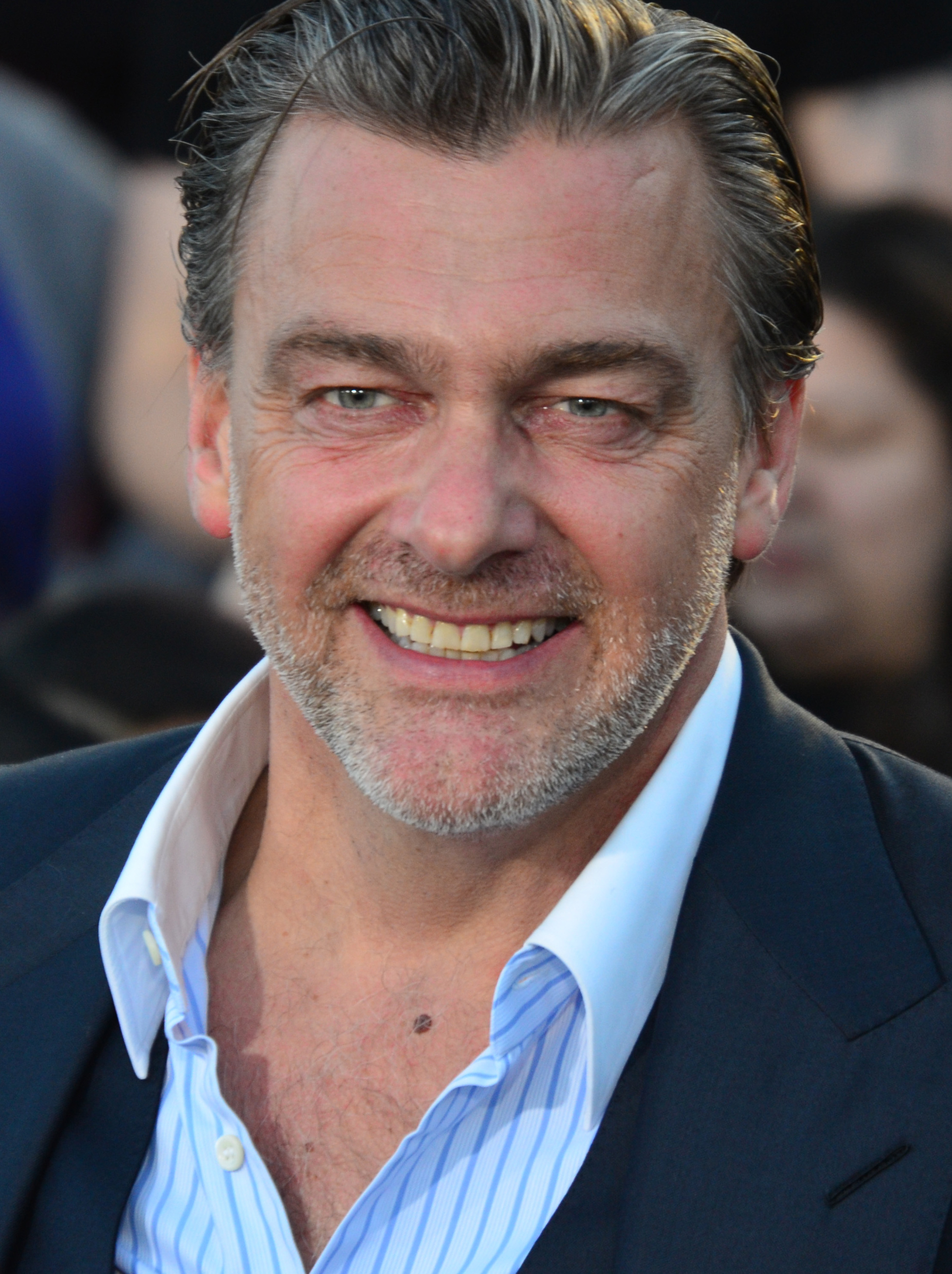
Ray Stevenson
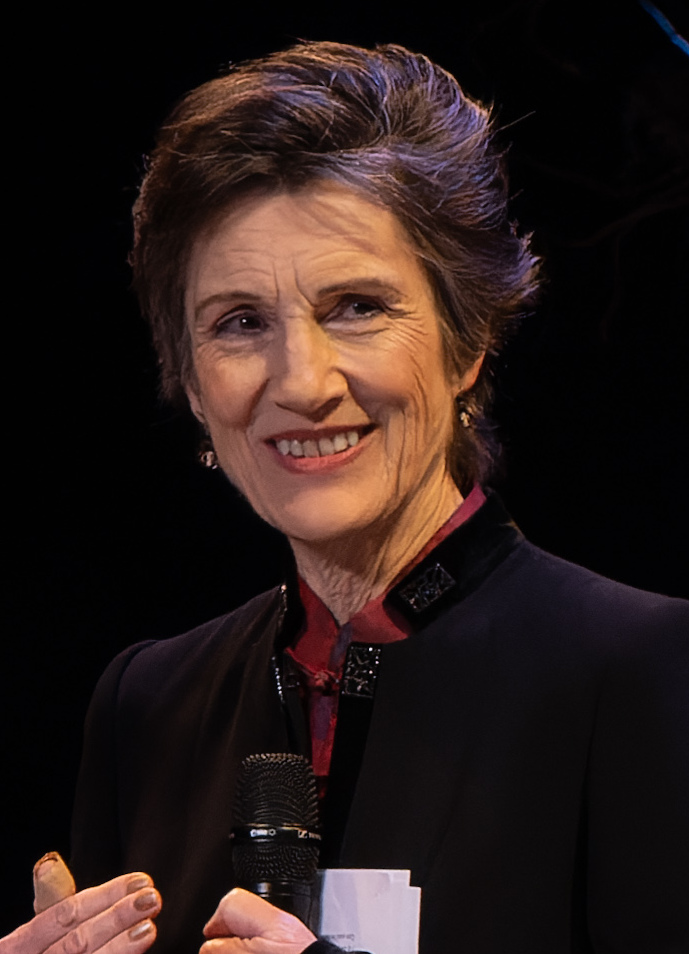
Harriet Walter

### Personaggi ricorrenti
- John Blanke, interpretato da Mamadou Doumbia.
Musico di origine africana giunto in Inghilterra con l'entourage di Caterina.
- Edmund Dudley, interpretato da Morgan Jones, doppiato da Oliviero Dinelli.
Avvocato a capo della camera dei comuni.
- Edmund de la Pole, interpretato da Nick Barber, doppiato da Fabrizio De Flaviis.
Figlio di Elisabetta, cugino di Maggie.
- Ursula Pole, interpretata da Mimi De Winton (giovane) (parte 1) e da Amelia Gething (adulta) (parte 2), doppiata da Giorgia Venditti (giovane) e da Mattea Serpelloni (adulta).
Unica figlia femmina di Richard e Maggie.
- Reginald Pole, interpretato da Arthur Bateman (parte 1) e da Clark Butler (parte 2).
Secondogenito di Richard e Maggie.
- Henry Pole, interpretato da Matt Carr (giovane) (parte 1) e da Theo Ancient (adulto) (parte 2), doppiato da Tito Marteddu (adulto).
Primogenito di Richard e Maggie.
- William Compton, interpretato da Luke Mullins, doppiato da Gerolamo Alchieri.
Valletto della seggetta reale.
- Negasi, interpretato da Moe Idris.
Guardia di origine africana della regina Margaret.
- Alexander Stewart, interpretato da Mark Rowley, doppiato da Nanni Baldini.
Figlio del condottiero scozzese.
- Angus Douglas, interpretato da Andrew Rothney, doppiato da Davide Lepore.
Figlio di George e secondo marito di Meg.
- Gavin Douglas, interpretato da Brian Ferguson.
- Hume, interpretato da Jamie Michie.
- Anna Bolena, interpretata da Alice Nokes, doppiata da Chiara Vidale.
Giovane figlia di Thomas, sorella di Maria e dama di compagnia della regina Caterina.
- Maria Bolena, interpretata da Bessie Coates, doppiata da Carolina Gusev.
Giovane figlia di Thomas, sorella di Anna e dama di compagnia della regina Caterina.
- Re Luigi XII, interpretato da Christopher Craig, doppiato da Bruno Alessandro.
Re di Francia e nuovo marito di Maria Tudor.
- Henry Stafford, interpretato da Milo Callaghan.
Figlio di Edward e pretendente di Ursula.
- Hal Stewart, interpretato da Thoren Ferguson.
Terzo marito di Meg.
- Principessa Maria, interpretata da Billie Gadson.
Unica figlia di Caterina e Enrico VIII.
- Principe Giacomo, interpretato da Lewis Russell.
Figlio di Meg e Giacomo IV.

### Personaggi ospiti
- Cardinale John Morton, interpretato da Kenneth Cranham.
- Riccardo di York, interpretato da Patrick Gibson.
Figlio di Elisabetta Woodville e Edoardo IV.
- Cristoforo Colombo, interpretato da Luka Peroš.
Navigatore italiano che dona una bussola a una giovane Caterina.
- William Dunbar, interpretato da Norman Bowman.
- Re Filippo I, interpretato da Philip Andrew, doppiato da Davide Lepore.
Re consorte, marito di Giovanna.
- George Neville, interpretato da Philip McGinley, doppiato da Roberto Certomà.
Cortigiano
- Re Carlo V, interpretato da Sam John.
Re di Spagna e nipote di Caterina.
- George Douglas, interpretato da Ian Pirie, doppiato da Luciano Roffi.
Nobile scozzese e padre di Angus.
- Anne Hastings, interpretata da Tessa Bonham Jones.
Sorella del duca di Buckingham e amante di Enrico VIII.
- Jane Stewart, interpretata da Molly Vevers.
- Re Francesco I, interpretato da Paul Forman.
Re di Francia dopo la morte di Luigi XII.
- John Lincoln, interpretato da Jimmy Walker.
- Enrico FitzRoy, interpretato da Nathanael Jones.
Figlio di Enrico VIII e Bessie.

## Produzione
La produzione della miniserie è iniziata il 15 marzo 2018 grazie ad i produttori Emma Frost e Matthew Graham, mentre le riprese sono cominciate il 15 maggio 2018 nella Cattedrale di Wells a Wells nel Somerset.
Il 3 giugno 2019 il canale Starz ordina la seconda e ultima parte della miniserie, composta da 8 puntate.

## Distribuzione
Negli Stati Uniti la prima parte della miniserie è stata trasmessa su Starz dal 5 maggio al 23 giugno 2019 mentre la seconda parte dall'11 ottobre al 29 novembre 2020. In Italia la prima parte è stata resa disponibile sulla piattaforma di streaming StarzPlay il 28 giugno 2019 mentre la seconda e ultima parte è stata distribuita dall'11 ottobre al 29 novembre 2020.

### Edizione italiana
La direzione del doppiaggio è a cura di Sonia Scotti, su dialoghi di Matteo Amandola, per conto di VSI Rome.

## Accoglienza

### Critica
La prima parte della miniserie ha ricevuto recensioni generalmente positive dalla critica. Rotten Tomatoes riporta il 75% delle recensioni professionali positive basato su 12 critiche. Il consenso critico del sito web indica: «The Spanish Princess fonde melodramma e soap con scene storiche splendidamente realizzate per dipingere un ritratto più smussato di una regina spesso ignorata.» Metacritic, invece, ha assegnato un punteggio di 73 su 100 basato su 6 recensioni, indicando "recensioni generalmente favorevoli".